# 法蘭·奇勒
法蘭·奇勒（英語：Frank Clark，1943年9月9日—）是一名前英格蘭足球運動員及領隊，曾任英冠球會諾定咸森林的主席，亦是英格蘭足球聯賽領隊協會的副主席。

## 榮譽

### 球員
紐卡素
- 英格蘭足球乙組聯賽（II）冠軍：1964/65年；
- 英格蘭足總盃亞軍：1973/74年；

諾定咸森林
- 英格蘭足球甲組聯賽（I）冠軍：1977/78年；
- 英格蘭聯賽盃冠軍：1977/78年、1978/79年；
- 歐洲冠軍球會盃冠軍：1978/79年；

### 領隊
奧連特
- 英格蘭足球丁組聯賽（IV）附加賽冠軍：1988/89年；

諾定咸森林
- 英格蘭足球甲組聯賽（II）亞軍：1993/94年；
- 英格兰足球超级联赛季軍：1994/95年；

## 外部連結
- Frank Clark Profile at LMA
- Frank Clark managerial statistics （页面存档备份，存于） at soccerbase.com